# Xarope

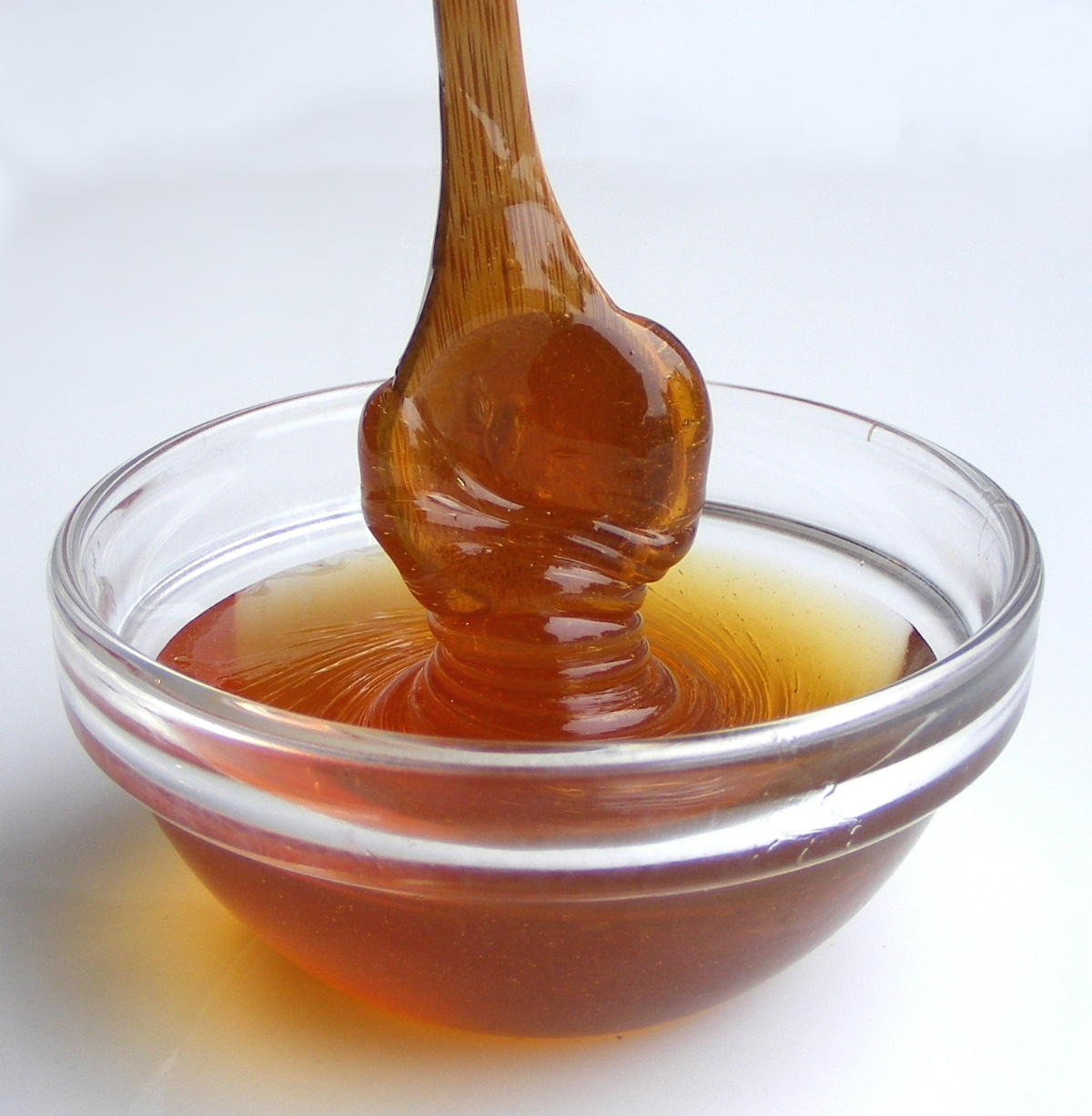
Foto de recipiente com xarope de milho

Xarope osmótico ou simplesmente xarope (do árabe sharab: bebida ou poção, relacionado a sciariba: beber; ou do Italiano: sciroppo) é uma solução concentrada de açúcares (sacarose ou substâncias glicogênicas) concentradas em 60º Brix. O açúcar quando em concentração superior a 85%, funciona como conservante semelhante ao sal, devido ao efeito osmótico.

## Etimologia
O termo xarope é derivado da palavra árabe “sharab” que significa bebida ou poção.  Na alquimia antiga, é uma mistura de substâncias medicinais ao qual se atribui propriedades mágicas (feitiçaria).

## Uso do xarope

### Farmacologia
No ramo da farmacologia é uma mistura aquosa farmacêutica (forma farmacêutica ou fármaco) com alta viscosidade e alta concentração de açúcares em sua composição, com no mínimo 45% p/p (porcentagem em peso) de sacarose e viscosidade de 190 cSt (centistokes) para fármaco sem princípio ativo.
Xarope é uma das formas farmacêuticas mais usadas para mascarar sabores desagradáveis (a concentração de sacarose proporciona dulçor e viscosidade - propriedades organolépticas) principalmente em formulações contra tosse (formulações antitussígenas), com uma discreta ação antialérgica e bloqueio de seus receptores. Mas pode ocasionar reações como sensibilidade ao medicamento ativo, hipotenssão, ou sonolência, assim, recomenda-se um tratamento de curta duração.
Por muito tempo foram produzidos antitussígenas com o princípio ativo codeína - uma substância extraída do ópio - como por exemplo: Setux®, Eritós® e, Pambenyl®, que não são mais fabricados e eram usados como drogas recreativas.
Este medicamento, assim como outros contendo corticoides, pode mascarar alguns sinais de infecção e novas infecções podem surgir durante seu uso. Pois, pode ocorrer diminuição na resistência ou dificuldade em localizar a infecção.

#### Tipos de xarope
Existem três tipos de xarope e finalidades:
- Antitussígeno: elimina a tosse;
- Expectorante: dissolve o muco (fluido visco-elástico) dos pulmões, traqueia e brônquios para que eles possam ser expelidos com facilidade;
- Mucolítico: solta o muco das vias aéreas.

### Coquetelaria
No ramo da coquetelaria é usado o shrub, um xarope concentrado feito com: fruta, vinagre e, açúcar, que mistura-se com água para criar bebida refrescante, sendo considerados os primeiros refrigerantes.
O xarope traz facilidades aos barmans na preparação de coquetéis, substituindo o uso de açúcar refinado e outros tipos de adoçantes em pó. Pois, o comportamento deste tipo de adoçante possuem mais efeitos negativos nas misturas.
O uso do xarope também destaca-se na precisão das medidas. No bar, a medida de ‘uma colher bailarina de açúcar’ pode ter variações, mas em uma receita com xarope é possível precisá-la em mililitros, padronizando dos coquetéis (drinks) que poderão ser executados por toda a equipe sem sofrer pequenas variações.
Diferentemente do açúcar granulado, o xarope não decanta, isto é, não fica depositado no fundo do copo, tornando o sabor dos drinks mais uniformes, facilitando a lavagem do copo após o uso. Favorecendo também a textura, proporcionando um visual mais suave, se comparado aos feitos com granulado.
Por ser diluído, o xarope não é motivo de preocupação na preparação e mistura do coquetel. A diluição prévia do açúcar economiza tempo valioso em estabelecimentos e eventos com grande fluxo de clientes.

## Substituição do açúcar
Para pacientes que possuem restrições com o uso da sacarose, pode-se substitui-la por polímeros não glicogênicas (isentas de açúcar) que proporcionam viscosidade, que podem ser:
- Naturais: como gomas e derivados celulósicos;
- Sintéticos: como derivados carboxivinílicos.

Estes polímeros não glicogênicos não são absorvíveis, sendo excelentes transportados de medicamentos destinados a diabéticos e outros que necessitem de controle da glicose. Entretanto, não proporcionam às formulações o dulçor da sacarose, assim, adiciona-se edulcorantes artificiais e agentes flavorizantes e aromatizantes, como por exemplo a sacarina( aproximadamente 250 vezes mais doce que o açúcar).